# Castrillo del Val (kommunhuvudort)
Castrillo del Val är en kommunhuvudort i Spanien.   Den ligger i provinsen Provincia de Burgos och regionen Kastilien och Leon, i den norra delen av landet, 210 km norr om huvudstaden Madrid. Castrillo del Val ligger 941 meter över havet och antalet invånare är 513.
Terrängen runt Castrillo del Val är platt. Runt Castrillo del Val är det mycket glesbefolkat, med 3 invånare per kvadratkilometer. Närmaste större samhälle är Burgos, 10,0 km väster om Castrillo del Val. Trakten runt Castrillo del Val består till största delen av jordbruksmark.